# Bundles for Britain

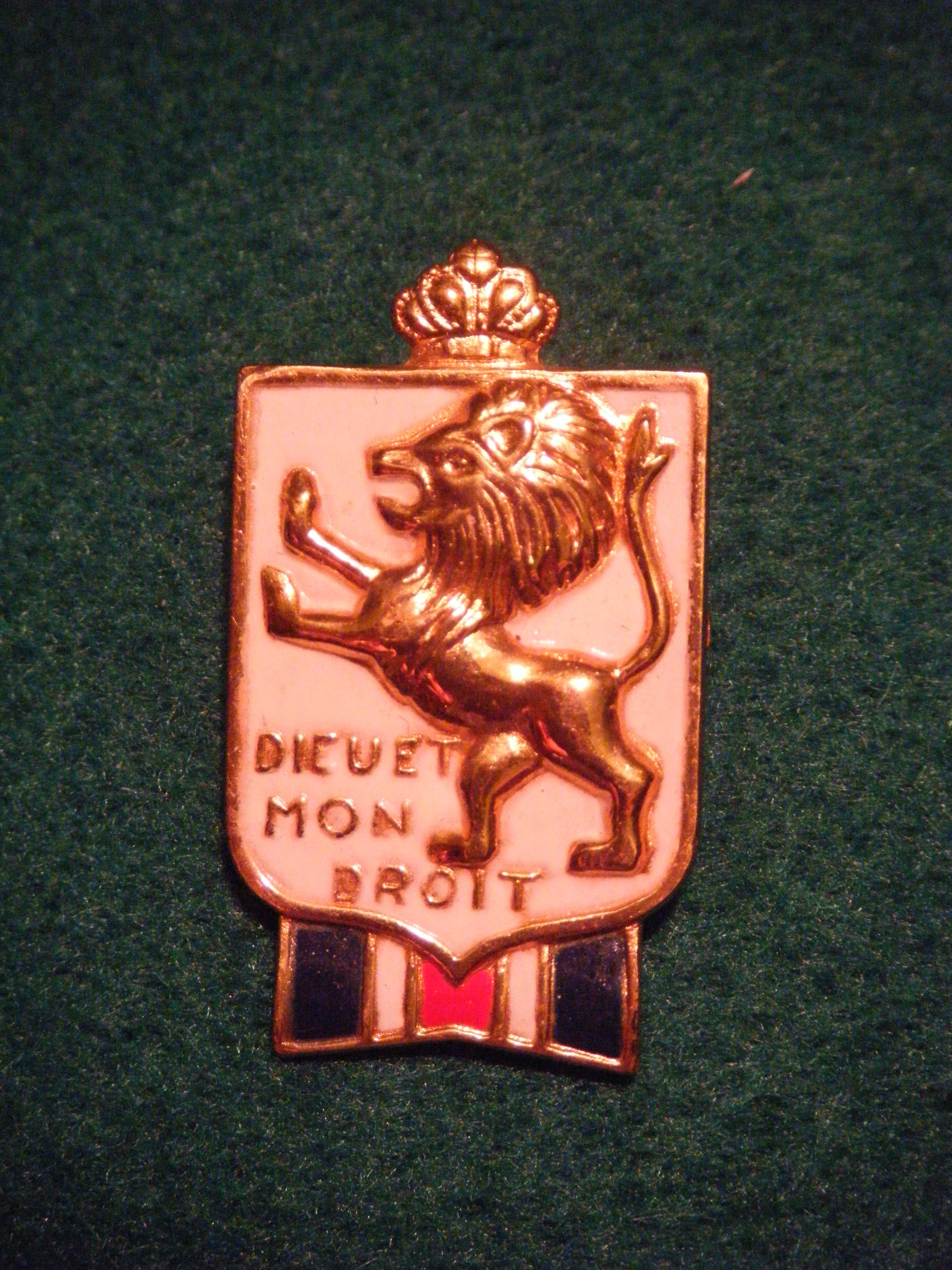
Anstecknadel, ausgegeben von Bundles for Britain und der British War Relief Society

Bundles for Britain war eine von der Amerikanerin Natalie Wales Latham gegründete humanitäre Hilfsorganisation in den Vereinigten Staaten, die ab 1940 Kleidung und medizinische Güter an Großbritannien lieferte.

## Hintergrund
Bis zum Angriff auf Pearl Harbor am 7. Dezember 1941 hatten die Vereinigten Staaten in Bezug auf die Ereignisse in Europa eine Politik der militärischen Nichteinmischung vertreten. Großbritannien wurde jedoch wirtschaftliche Unterstützung gewährt, und seit dem Kriegsbeginn in Europa sammelten humanitäre Organisationen in den USA Geld und Hilfsgüter für die britische Bevölkerung. Eine dieser Organisationen war Bundles for Britain, die seit 1940 Geld und Kleidung für Großbritannien sammelte. Ab 1941 kamen medizinische Verbrauchsgüter und Instrumente dazu, bis hin zu Krankenwagen und Klinikausstattungen.
Die 1941 gegründete British War Relief Society war ein Dachverband, dem die meisten derartigen Organisationen angehörten. Bundles for Britain blieb unabhängig, arbeitete aber dennoch sehr erfolgreich. Im Werben um Spenden setzte Bundles for Britain in großem Maße auf die öffentliche Unterstützung durch Prominente, oft attraktive Frauen.

## Barkers for Britain
Die ab 1941 durchgeführte Aktion Barkers for Britain sollte Hundebesitzern eine Möglichkeit bieten, durch einen Förderbeitrag die gute Sache zu unterstützen. Für 50 Cent an Bundles for Britain konnten Hundebesitzer eine Hundemarke zum Befestigen am Halsband erwerben. Als einer der seinerzeit populärsten Hunde der USA wurde Fala, der Scottish Terrier des amerikanischen Präsidenten Franklin D. Roosevelt, in der Werbung der Organisation in hervorgehobener Weise dargestellt.

## Natalie Wales Latham
Natalie Wales Latham wurde in Anerkennung für ihren Einsatz nach dem Krieg als erste Frau ehrenhalber zum Commander of the Order of the British Empire ernannt. Sie heiratete später Lord Malcolm Douglas-Hamilton und starb als Lady Malcolm Douglas-Hamilton am 14. Januar 2013 im Alter von 103 Jahren in einem Pflegeheim in Andover, New Jersey.